# Jitka Moučková
Jitka Moučková (* 6. července 1979 Kladno) je česká herečka.
Vystudovala pražskou konzervatoř, již za studií hostovala v kladenském divadle. Po absolvování konzervatoře účinkovala v muzikálech, např. v pražském divadle Spirála, v Hudebním divadle v Karlíně i v Národním divadle, hrála také v Divadle U Hasičů. V televizi hraje pouze výjimečně, objevila se v seriálech Ordinace v růžové zahradě a Život je ples.
Od začátku 21. století se věnuje dabingu, podílela se na desítkách filmů a seriálů. Mezi větší role patří např. Piper Halliwellová v seriálu Čarodějky, Shane McCutcheonová v seriálu Láska je Láska, Hoši Sato v seriálu Star Trek: Enterprise, Angela Montenegrová v seriálu Sběratelé kostí, Ezri Dax v seriálu Star Trek: Stanice Deep Space Nine, Penny v sitcomu Teorie velkého třesku nebo Black Widow ve filmové sérii Marvel Cinematic Universe.